# 悪いあなた
「悪いあなた」（英語: You're No Good）は、クリント・バラード・ジュニアによって書かれた楽曲。オリジナルバージョンは1963年にジェリー・リーバーとマイク・ストーラーのプロデュースでディー・ディー・ワーウィックがジュビリー・レコードのために録音した。
その後、1963年にベティ・エベレット、1964年にザ・スウィンギング・ブルー・ジーンズ 、1975年にリンダ・ロンシュタットによってカバーされ、以来多くのミュージシャンにカバーされている。

## ベティ・エベレットバージョン
ベティ・エヴェレットはこの曲を1963年11月にシカゴのヴィージェイ・レコードで録音し、この曲の最初のヒットとなった。シングル盤はビルボードホット100で51位、「キャッシュボックスのR＆Bロケーション」チャートで最高5位にを記録した。
ヴィージェイのトップでありA&Rマンのカルマン・カーターは、自らのレーベルのメンバーのための素材を求めてニューヨークを訪れたときにこの曲とであった。彼はもともとディー・クラークを使って「悪いあなた」をシングル・カットするつもりだったが、カーター曰く「リハーサルの結果は芳しいとは言えなかった。だから私はこの曲をベティ・エベレットに渡した。」  
エヴェレットの録音の再生中、同レーベルの仲間であるザ・デルズのメンバーは「弦楽器奏者が座る木製のプラットフォームに座っていました...この木製のプラットフォームで足を踏みながら曲のビートに合わせていました…私はエンジニアに「もう一度やってみましょう。そして、足音を本当に録音しましょう。それは本当にビートの地獄を与えるよ」と伝えました。そこでそうしたら、人気が出て、ヒットしたのさ」と語った。

## スウィンギング・ブルー・ジーンズ バージョン
英国ではスウィンギング・ブルー・ジーンズによるカバーが1964年の夏にヒットチャートの3位に達した。当時、スウィンギング・ブルージンズのドラマーノーマン・クールケと付き合っていたピーター・ブラウンの個人助手だったスー・ジョンストンは、「悪いあなた」はスウィンギング・ブルー・ジーンズの注目を集めていたと主張している。このバージョンはフランスでもヒットチャートの26位に到達しており、さらにアメリカでもビルボードホット100で97位に達するなど地域を超えて成功した。

## リンダ・ロンシュタット バージョン

### バックグラウンド
リンダ・ロンシュタットがライブの最後に「悪いあなた」を演奏するようになったのは、1973年の初めにバンドメンバーのケニー・エドワーズに提案されてからだった。ニール・ヤングのステージのオープニング・アクトでのセットリストにこの曲を含めたのが手始めだった。テレビでのパフォーマンスは1973年12月21日に放送されたThe Midnight Specialのエピソードからである。 
ロンシュタットは1974年の夏、サウンド・ファクトリーでピーター・アッシャーのプロデュースのもとにアルバム『悪いあなた』を録音した。「悪いあなた」は録音の土壇場での選択だったが、この曲はロンシュタットの提案だった。アッシャーの回想によれば「それは奇妙な一致だった。リンダはこの曲をすでに歌いこんでいて、しかもいつも私のお気に入りの歌だった...私はスウィンギング・ブルー・ジーンズのバージョンに恋していた」とのことである。ロンシュタットバージョンの「悪いあなた」のために用意されたオリジナルの伴奏は1974年7月1日に録音された。7月1日のトラックで演奏したロンシュタットのツアー・バンドのギタリスト、ボブ・ウォーフォードによると「彼らはこの曲のR&Bバージョンをやろうとしていたんだけど、実際にはリリースされたバージョンよりも僕らがライブでやった方法に近かったんだ。ライブではもっと速いテンポで演奏していたんだけど、それはあの（7月1日の）レコーディングでもやっていたんだ。ロンシュタットは7月1日のアレンジに拒否反応を示した。「私にとってはいやなグルーヴだった。周り（のプレイヤー）にどう伝えたらいいのかはわからないし、みんなのせいではなかったけど。みんなは素晴らしかった」。
ロンシュタットバージョンの「悪いあなた」の最終的な録音は1974年7月5日に行われた。「6弦ギターとペダルスチールを弾いたエド・ブラックは、レスポールでリズムリフを演奏し始めました。ベース奏者のケニー・エドワーズはそのリフをオクターブ下を演奏しました。アンドリュー・ゴールドはゆとりのあるドラムトラックを追加し、歌うための基本的なトラックを提供してくれました。いくつかのテイクを行い、気に入ったものを選んだ後、常にギターとキーボードを演奏していたアンドリューはピーター[アッシャー]と一緒に、ギター、ピアノ、パーカッションのトラックのレイヤーを作り始めました」とロンシュタットは回想している。ロンシュタットは数時間の作業の後の再生中に、エンジニアのヴァル・ギャレイがトラックからアンドリュー・ゴールドのギターソロを誤って消去し、アシャーとゴールドがそのソロをゼロから再構築する必要があったと述べている。
1974年8月下旬、グレゴリー・ローズによるストリング・アレンジメントがAIR Studiosで追加録音された。MixOnline.comのミック・ハーウィッツは Classic Tracks の記事の中で、「曲は最終ミックス中にアッシャーが考案し、ギャレイによって操作されたストリングスのフェーダーをゆっくりとあげた強い長押しの音で終わっている」と述べている。
キャピトル・レコードは、アルバム『悪いあなた (Heart Like A Wheel) 』の最初のシングルカットとして「悪いあなた」と「いつになったら愛されるのかしら」のどちらを出すべきか決めあぐねていた。
リンダ・ロンシュタットバージョンの「悪いあなた」はこの曲で最も成功したカバーとなった。1975年2月15日付けのビルボードホット100チャートで1位を記録した。「悪いあなた」はロンシュタットにとっても国際的なヒットとなり、オーストラリアでは15位、オランダでは17位、ニュージーランドでは24位を記録した。「悪いあなた」のB面の「アイ・キャント・ヘルプ・イット（イフ・アイム・スティル・イン・ラブ・ウィズ・ユー）」のオリジナルはハンク・ウィリアムズによるもので、「悪いあなた」のヒットと同時にロンシュタットにとってナンバー2のC＆Wヒットとなった。さらに「いつになったら愛されるのかしら」が続くシングルとしてリリースされた。
「悪いあなた」の成功に一部支えられ、1974年後半にリリースされたアルバム『悪いあなた』は大きな成功を収め、最終的にはダブルプラチナを達成した。また、グラミー賞のアルバムオブザイヤーにノミネートされた。
「悪いあなた」が成功したことにより、それ以降の5年間のロンシュタットのシングル盤は、古いロックンロールのリメイクで占められた。
1983年のロサンゼルスタイムズとのインタビューで、ロンシュタットは1970年代の全盛期に行った録音について、特に「悪いあなた」を取り上げて「『悪いあなた』の製作はとてもうまく行ったと思うけど、そんなに上手く歌えたとは言えません。この歌は後知恵のうようなもの。歌って満足を得るような歌ではなかったのです」と述べている。

### ヒットチャートでの推移

#### 週間チャート
| チャート (1974年〜75年)              | 最高順位 |
| ------------------------------------ | -------- |
| オーストラリア                       | 15       |
| カナダ Top Singles                   | 7        |
| カナダ Adult Contemporary            | 2        |
| オランダ                             | 17       |
| ニュージーランド (Recorded Music NZ) | 24       |
| US Billboard Hot 100                 | 1        |
| US Adult Contemporary (Billboard)    | 10       |
| US Cash Box Top 100                  | 1        |

#### 年間チャート
| チャート (1975年)         | 順位 |
| ------------------------- | ---- |
| オーストラリア            | 93   |
| カナダ                    | 97   |
| 米国ビルボード・ホット100 | 50   |
| 米国キャッシュボックス    | 69   |

## その他のバージョン
「悪いあなた」を取り上げたアーティストは次のとおり。 
- フレゲトーン
- グラハム・ボニー
- アルマ・コーガン （未発表）
- エルヴィス・コステロ
- ダスティ・スプリングフィールド
- アイク&ティナ・ターナー
- リーバ・マッキンタイア
- マペット
- ホセ・フェリシアーノ
- ルル
- アスワド
- マイケル・ボロティンとしてのマイケル・ボルトン
- エリー・キャンベル
- キース・ハンプシャー
- ジル・ジョンソン
- ロージー＆オリジナルズ
- リトル・ミルトン
- アニー・シルダー
- Floortje Smit
- ヴァン・ヘイレン （『伝説の爆撃機』 ）
- ワイルド・オーキッド 。
- ロス・ロケッツ（『マル・アモール』）
- ウィルソン・フィリップス
- エディ・アンド・ザ・ボーイズ
- マリオン・ラング
- Plastiscines
- Genya Ravan
- 1985年のインタビューで、 マリア・マルダーは1985年に行われたインタビューで、 1973-74年に大ヒットした『真夜中のオアシス』に続くヒット曲を見いだせなかったことを説明する際に『悪いあなた』について言及している。「歌詞が否定的または神経質だと思ったため、自分が歌うのはやめて他の人に任せました」。 [17]

フランス語版： 
- レ・ケルトン